# Ancistrocerus waltoni
Ancistrocerus waltoni är en stekelart som först beskrevs av Meade-waldo 1910.  Ancistrocerus waltoni ingår i släktet murargetingar, och familjen Eumenidae. Inga underarter finns listade i Catalogue of Life.